# Was bleibt (2012)
Was bleibt ist ein deutscher Spielfilm aus dem Jahr 2012. Uraufgeführt wurde das Drama im Hauptwettbewerb der 62. Berlinale am 14. Februar 2012. Der Film basiert auf dem gleichnamigen Drehbuch von Bernd Lange.

## Inhalt
Bei einem Wochenendbesuch in seinem Heimatort erlebt der in Berlin lebende Marko eine aus den Fugen geratende Familie. Seine depressive Mutter Gitte verkündet, ihre Medikamenteneinnahme nach vielen Jahren abgesetzt zu haben. Sein jüngerer Bruder Jakob und sein Vater Günter reagieren sehr skeptisch und treiben die Mutter damit in die Verzweiflung.

## Auszeichnungen
Der Film wurde von der Deutschen Film- und Medienbewertung (FBW) mit den Prädikat besonders wertvoll ausgezeichnet. 2012 erhielt er den Hauptpreis Der Fliegende Ochse auf dem filmkunstfest Mecklenburg-Vorpommern. Für seine Rolle in dem Film wurde Lars Eidinger mit dem Preis der deutschen Filmkritik 2012 als bester Darsteller ausgezeichnet.